# سونیک آندرگروند
سونیک آندرگروند (به انگلیسی: Sonic Underground؛ به فرانسوی: Sonic le Rebelle) یک انیمیشن سریالی تهیه‌شده توسط دیک اینترتینمنت، لس استودیوز تکس اس‌ای‌آرال و ت‌اف۱ می‌باشد سونیک آندرگروند سومین انیمیشن سریالی سونیک خارپشت و همچنین آخرین آن‌ها است که تهیه‌کنندگی آن برعهدهٔ دیک بوده‌است.